# 製剤
製剤（せいざい、英: formulation）とは、医薬品や農薬などの有効成分にさまざまな化学物質を加えて、使用するのに適当な形に製したもの、またはその工程をいう。製剤は、使用方法、有効成分の吸収や安定性などを考慮してデザインされる。製剤という言葉は、しばしば剤形（英: dosage form）を含む意味で使われる。医薬品の場合は医薬製剤（英: pharmaceutical formulation）とも呼ばれる。以下は主に医薬品の製剤について述べる。

## 目的

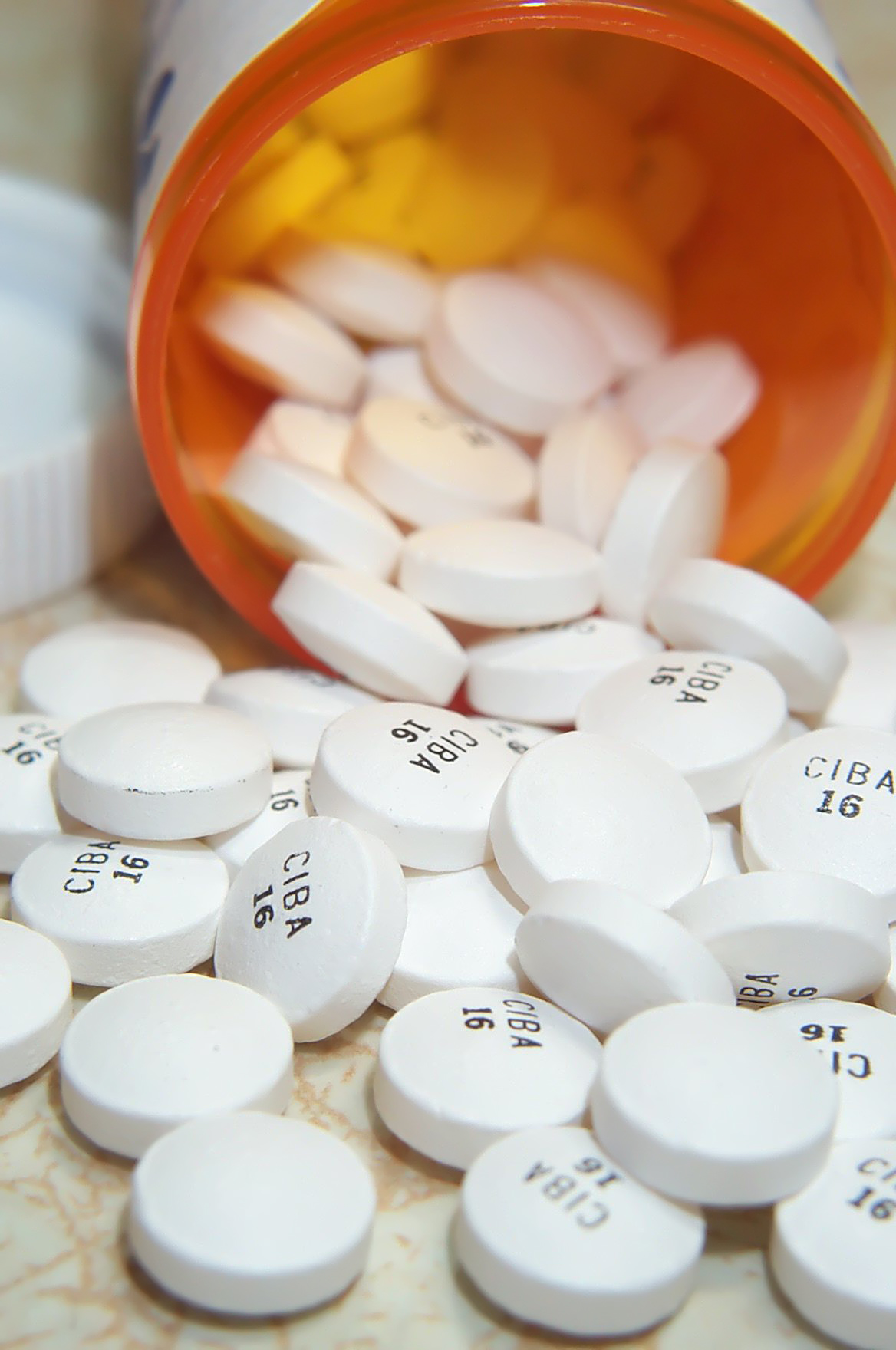
リタリンの製剤

薬剤が生体に作用する場合その薬剤濃度に応じて薬理作用を発現するが、有効に作用するには一定時間の期間にその薬剤濃度が上限値および下限値の間で維持される必要がある。上限値は薬剤の副作用と関連して設定される濃度であり、下限値はin vitro実験で実際に作用が確認することで決定される。生体に投与された化学物質はADME（生体の吸収、分布、代謝、排泄）に従って移動してゆくので、ある目的の臓器や組織における薬剤濃度も刻一刻と変化する。
医薬品であれ農薬であれ薬剤を実際に利用する際は、薬剤の物理的形状や化学的性質を修飾して薬剤が生体内で十分に効果を発現する技術的な工夫が必要となる。その様な技術のことを製剤と呼び、その方法の探究および理論体系を構築する学問が製剤学（せいざいがく、英: pharmaceutics）である。
一般に薬品には生体内濃度と薬効作用との関係において、低用量側の無効域と高用量側の危険域という閾値が存在する。濃度が無効域を超えなければ全く薬効は発現しないし、危険域を超えれば副作用が発現し、薬剤が害を及ぼすことになる。製剤の第一の目的は生体に投与した場合に、生体内濃度が無効域と危険域にはさまれた安全域に薬剤濃度を一定時間以上持続させることにある。
また、薬効成分によっては物理的あるいは化学的環境変化で薬効が失われるものもあるため、薬剤の安定性を目的とした技術も製剤の要素の一つである。前者の具体例としてはPPTラミネート包装による遮光や防湿であったり、後者の例としては腸溶製剤や、薬剤の吸収、分布、代謝、排泄など体内動態を制御する製剤設計であるドラッグデリバリーシステムであったりする。したがって製剤が関与する領域は薬剤の形状だけにとどまらず包装や物流環境まで関係することになる。
したがって、医薬品は薬効成分の原末をそのまま医療に使うことはなく、以上の目的を達成するために様々な添加物が加えられたり、特別な形状に加工されたり目的に適合した形態に調製されてから使用される。つまり、そのための技術全般が「製剤」である。製剤学的な加工が全て目に見える形に反映されるわけではないので、一見似たような剤形であっても種々の工夫が施されており、同一成分であってもまったく同一な効果を示すわけではない。それゆえ医薬品開発において製剤は重要な位置の一つを占める。
つまり製剤技術も特許や企業秘密により保護されるため、端的にいうなれば先発医薬品と後発医薬品の違いは製剤技術の質的な違いであるともいえる。

## 歴史
製剤に関する最古の記録は前3000年ころから前2400年の古代メソポタミアのシュメール文明の楔形文字板の生薬に関する記録で、散、液、浸、煎、塗布、坐剤、軟膏、硬膏、巴布、罨法、浣腸、ローション、燻蒸などの存在が知られていた。前1500年ころの古代エジプト文明のエーベルス・パピルスの生薬ではそれらに加えて香料、化粧、吸入剤、かぎ薬、うがい薬、丸薬、トローチなどの種別が記されている。
近代になり薬効成分が化学合成ないしは天然物から精製された医薬品が主になると、錠剤、注射剤、カプセル剤、インプラントなどの剤形が加わることになる。
すなわち19世紀に入るとフランスのプラバ（Charles Gabriel Pravaz）が注射器を発明し、1853年イギリスのウッド（Alexander Wood）が皮下注射（皮下投与）で医療用に実用化した。静脈注射などの注射剤が広範囲に利用されるのは消毒・滅菌法が確立される1980年代以降である。
20世紀以降の医薬品では錠剤、カプセル剤、注射剤が主流であり、他の剤形は特定の薬剤学的効果を目的に利用される。

## 機能

### 取扱い性の向上
医薬品には、数mgというきわめて微小な量で効果を発揮するものも多く、また服用しすぎると副作用が生じるものも多数存在する。しかし、訓練を受けていない使用者が、1回ごとに薬品の粉末を数mgずつ正確に量り取って服用することは現実的に不可能である。したがって、市販の薬剤は有効成分以外に無害な添加剤（カルメロースカルシウムなど）を加え、1回あたりの服用量に調節した粒状にして流通していることが多い。
また、製剤することによって、薬の色や形など、外観を自由に変えることができ、一般人でも一目で薬の種類を見分けることができるようになる。これは、薬の誤飲を防ぐという意味できわめて重要な働きである。
薬剤には独特の味や臭いを持つものも少なくない。そのような場合、甘味料を加えたり、糖衣でコーティングしたりすることで、子供であっても服用しやすくすることができる。

### 代謝の抑制
現代の医薬品開発は、まず試験管の中で(in vitro)細胞レベルで研究が行われる。この段階で何らかの薬効がみられるものだけが実際に生物実験に供されるが、細胞レベルでは効果を示す薬剤であっても、生体内では有効に働かないことが多い。これは、生体内で吸収、分布、代謝、排泄のいずれかの一つ以上の生理作用のため、組織や臓器での薬剤濃度および経時変化が薬理作用を発現するのに十分ではなくなることに起因する。
このように、経口投与では初回通過効果を受けない（肝臓で代謝を受けて効果を発揮できない）ものは、注射剤や坐剤などにして投与することで吸収、分布の要素を変えることで速やかに、また効果的に作用させることができる。また、胃酸で分解してしまう薬剤であれば、腸でのみ溶解するカプセルに封入することで経口剤として使用することもできる。

### 投与量の調節
薬剤は、一度に大量に投与すると、大部分は排泄されてしまう上、場合によっては副作用を引き起こす。したがって、頭痛薬のようにできるだけ効果が持続することが期待される薬剤は、有効成分が時間をかけて徐々に放出するように製剤する必要がある。有効成分をしみこませた貼付剤を使って、皮膚から少しずつ薬剤を投与するのも長時間ゆっくりと投与するのに有効な手法である。
反対に、胃薬などは飲んですぐに薬効が出ることが望ましい。このような場合は胃ですぐに溶解・分散するように製剤したり、あるいは予め液体で流通させるという手法がとられる。
場合によっては複数の有効成分を組み合わせ、一つの製剤とするものもある。

### 有効成分の保護
最新のRNAワクチン技術を用いたCOVID-19ワクチンの中には、壊れやすいmRNA鎖をPEG化した脂質ナノ粒子に封入してドラッグデリバリー（送達手段）としたものがある。この脂質ナノ粒子は、液体製剤としてバイアルに充填され、冷凍または冷蔵下で保管／流通される。

## 研究ステージとタイムライン
製剤研究では、安定性が高く、患者に受け入れられる薬剤の開発を行う。経口投与される薬剤の場合は、通常、錠剤やカプセルに薬剤を封入する。錠剤には、薬物以外にもさまざまな不活性物質が含まれており、カプセル化された薬物がこれらの物質と直接または間接的に害を及ぼさないように適合するかどうかを検討しなければならないという点が重要である。
プレフォーミュレーション（英: preformulation、事前製剤）では、製剤に使用する他の成分（賦形剤、ふけいざい）を選択するために、薬物の物理的、化学的、機械的な特性を評価する。タンパク質の事前製剤を行う上で重要なことは、凍結/解凍、温度、せん断応力などのさまざまなストレス条件下でのタンパク質の溶液挙動を理解して、分解のメカニズムを特定して、その影響を軽減することである。
製剤研究では、粒子径、多形性、pH、溶解性などの要素を考慮する。これらの要素はすべて、バイオアベイラビリティ、すなわち薬物の活性に影響を与えるからである。その薬物は、存在する薬物の量が各投与単位（例：各錠剤）で一貫していることを保証する方法によって、不活性成分と組み合わせる必要がある。その剤形は、外観が均一で、味、錠剤の硬さ、カプセルの分解性が許容できるものでなければならない。
臨床試験が開始されるまでに製剤研究が完了する可能性は低い。つまり、最初は第I相臨床試験に使用するための簡単な製剤が開発されることを意味する。これらは一般的に、少量の薬剤と希釈剤が入ったカプセルを手作業で充填して構成する。こうした製剤は数日で使用（テスト）されるため、長期安定性の証明は必要ない。いわゆる薬物負荷（英: drug loading）として知られるもの、つまり用量の総含有量に対する活性薬物の比率を考慮する必要がある。薬物負荷が低いと、均質性の問題が生じる場合がある。薬物負荷が高いと流れが悪くなったり、調合物の容積密度が低いと大きなカプセルが必要になることがある。
第III相臨床試験に至るまでには、最終的に市場で使用される製剤に近い形で製剤が開発されていなければならない。この段階では、安定性に関する知識が不可欠であり、薬物が製剤中で安定していることを保証するための条件が開発されていなくてはならない。薬剤が不安定であることが判明した場合、実際に投与された用量がわからなくなるため、臨床試験の結果が無効になる。安定性試験では、温度、湿度、酸化、光分解（紫外線や可視光線）などの影響がないかどうかを調べ、分解生成物が形成されているかどうかを確認するために調製物を分析する。

### 医薬品包装
製剤化された医薬品は、容器栓システム（英: container closure system、容器閉鎖システムとも）で長期間保存される。これには、ブリスター、ボトル、バイアル、アンプル、シリンジ、カートリッジなどが用いられる。容器の素材は、ガラス、プラスチック、金属などさまざまである。薬剤は、固体、液体、または気体として保存される。
製剤と容器の間に望ましくない相互作用があるかどうかを確認することが重要である。例えば、プラスチック容器を使用した場合、成分のいずれかがプラスチックに吸着していないか、および可塑剤、潤滑剤、顔料、安定剤などがプラスチックから製剤中に侵出していないかなどを確認する。容器のラベルに使われている接着剤も、プラスチック容器から製剤に侵出しないことを確認する必要がある。

## 製剤の種類
製剤の形態は、投与経路によって、カプセル、錠剤、丸薬などのように異なる。

### 経口製剤
経口製剤（英: enteral formulation）は通常、錠剤またはカプセルとして服用される。
薬物（活性物質）自体が、制御された速度で水溶液に溶解する必要がある。粒子径や結晶形などの要因は、溶解に大きく影響する。速い溶解は必ずしも理想的ではない。例えば、溶解速度を遅くすることで、作用の持続時間を長くしたり、初期の高い血漿中濃度を避けることができる。球状晶析化などの特殊な方法による有効成分を処理は、医薬品の製剤化にいくつかの利点をもたらす。

#### 錠剤
錠剤（英: tablet）は通常、圧縮された製剤であり、以下のものを含む。
- 5～10%の薬剤（活性物質）と、
- 80%の充填剤、崩壊剤（英語版）、潤滑剤、滑剤、結合剤（英語版）、および
- 10%の胃や腸で錠剤が容易に崩壊、分解、溶解するための化合物。

溶解時間を変更することで、迅速な効果や徐放性を得ることができる。
錠剤に特殊なコーティングを施すことで、胃酸に対する耐性を高め、十二指腸、空腸、大腸で酵素の働きやアルカリ性のpHによってのみ崩壊するようにすることができる。
錠剤は、味覚を誤魔化すために砂糖やワニス、ワックスなどでコーティングすることができる。

#### カプセル
カプセル（英: capsule）とは、活性物質を封入するゼラチン状の外皮である。カプセルは、吸収を遅らせるために、摂取後数時間はそのままの状態であるように設計することができる。それらはまた、同一用量で迅速かつ持続的な吸収をもたらすために、徐放性粒子と速放性粒子を混合したものもある。

#### 徐放性製剤
錠剤やカプセル剤では、消化管を通過する際に活性物質が持続的に放出されるように改良する方法がいくつかある。最も一般的な方法の一つは、不溶性の多孔質マトリックスに有効成分を埋め込み、溶解した薬物が吸収される前にマトリックスから出て行くようにすることである。他の徐放性製剤では、マトリックスが膨潤してゲルを形成し、そこから薬物が排出される。
持続的な放出を実現するもう一つの方法は、浸透圧制御放出型の経口デリバリーシステムであり、活性化合物はレーザーで穴を開けた透水性膜に封入される。水が膜を通過すると、薬は穴から押し出され、消化管で吸収される。

### 非経口製剤
非経口製剤（英: parenteral formulation）は、注入可能製剤（英: injectable formulation）とも呼ばれ、静脈内、皮下、筋肉内、および関節内への投与で使用される。薬剤は液体で保存されるか、不安定な場合は凍結乾燥した状態で保存される。
非経口製剤の多くは高温では不安定であり、冷蔵または時には冷凍状態での保存が必要となる。これらの薬剤を患者に届ける物流プロセスをコールドチェーンと呼ぶ。コールドチェーンは、電力が予測できない、あるいは存在しない地域への医薬品、特にワクチンの配送を妨げる可能性がある。ゲイツ財団のようなNGOは、解決策を見つけるために積極的に活動している。これには、室温での安定化が容易な凍結乾燥製剤も含まれる。
タンパク質製剤の多くは分子が壊れやすい性質を持ち、腸管投与では破壊されてしまうため、非経口投与される。タンパク質は、常温では分解または凝集を起こすような立体構造（3次構造および4次構造）を持っている。これは、薬の安全性と有効性に影響を与える可能性がある。

#### 液体製剤
液体製剤（英: liquid drug）は、バイアル、輸液バッグ、アンプル、カートリッジ、プレフィルドシリンジなどに保存される。
固体製剤と同様に、液体製剤は製剤をさまざまな化合物を組み合わせて、保存後でも安定した有効性のある製剤であることを確実にする。これらには、可溶化剤、安定剤、緩衝剤、張性調整剤、増量剤、増粘剤/減粘剤、界面活性剤、キレート剤、アジュバントなどがある。
蒸発して濃縮された場合、薬剤は投与前に希釈される場合がある。経静脈療法の場合は、薬剤をバイアルから輸液バッグに移し、他の材料と混ぜて使用することができる。

#### 凍結乾燥製剤
凍結乾燥薬剤（英: lyophilized drug）は、バイアル、カートリッジ、デュアルチャンバーシリンジ、および混合型プレフィルドシステムなどに保存される。
凍結乾燥またはフリーズドライは、液体の薬剤から水分を取り除き、固体の粉末またはケーキを作るプロセスである。凍結乾燥製剤は長期間安定しており、より高温での保存が可能になる。タンパク質製剤では、水分を置き換えて分子の構造を維持するために安定剤が添加される。
凍結乾燥された薬剤は、投与する前に液体として再構成する。これは、液体希釈剤を凍結乾燥した粉末を組み合わせて、混合した後に注入することで行われる。再構成には通常、薬剤を正しく混合し投与することを確実にするための再構成および送達システムが必要である。

### 局所製剤

#### 経皮
局所製剤（英: topical formulation、外用剤とも）としての選択肢は次のとおりである。
- クリーム (薬学)（英語版） - 油と水がほぼ同じ割合で混ざったエマルション（乳液）。肌の外側の角質層によく浸透する。
- 軟膏 - 油（80％）と水（20％）の組み合わせ。水分損失を防ぐ効果がある。
- ゲル - 肌に触れると液化する。
- ペースト - 油、水、粉末の3つの薬剤を組み合わせたもの。粉末を懸濁させた軟膏。
- 粉末 - 細かく分割された固体物質。

## 剤形
具体的な薬剤の形体（剤形）は各国の公定書である薬局方で規定されている。以下に日本国第十五改正日本薬局方に収載されている製剤を示す。

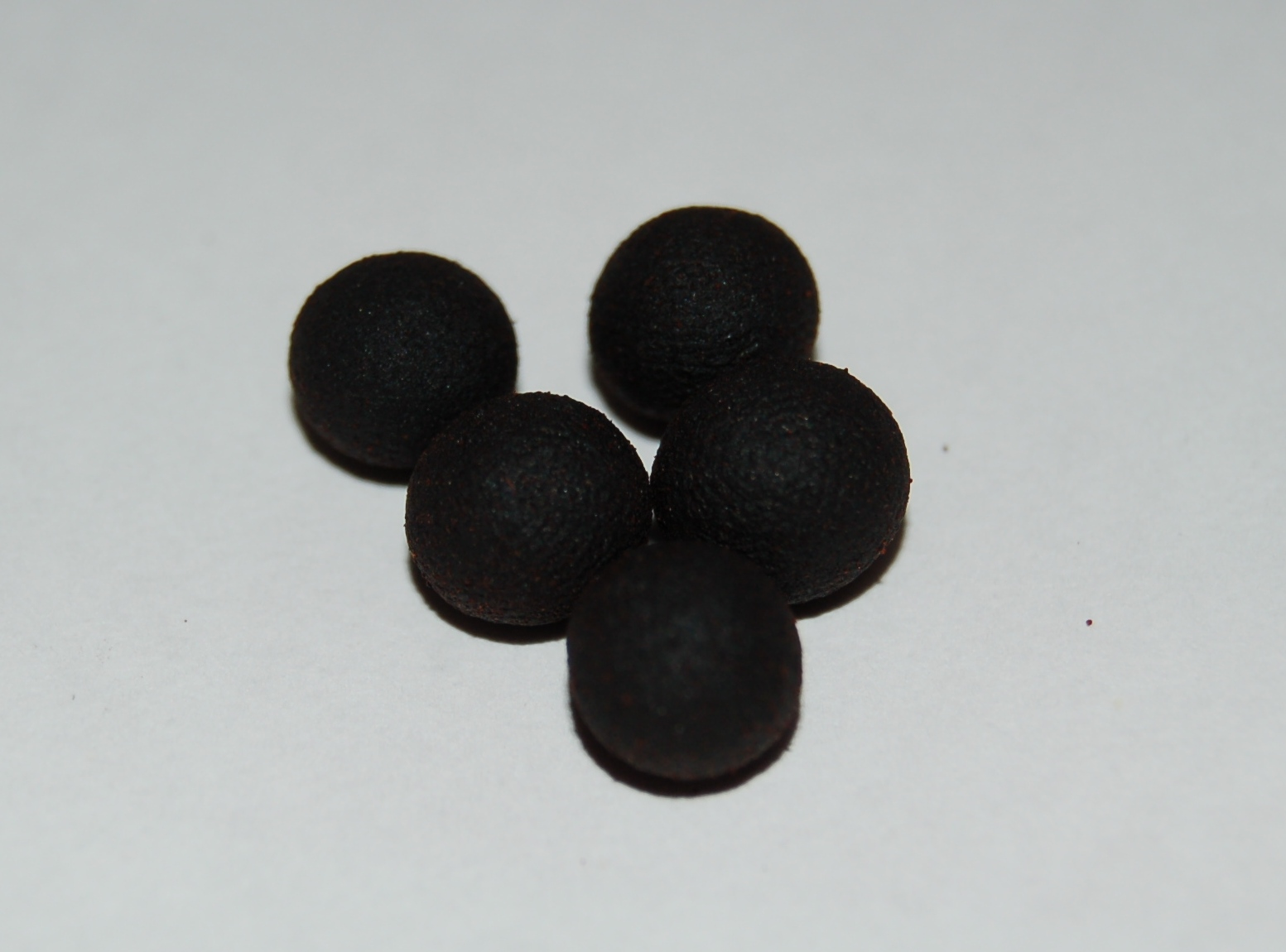
丸剤

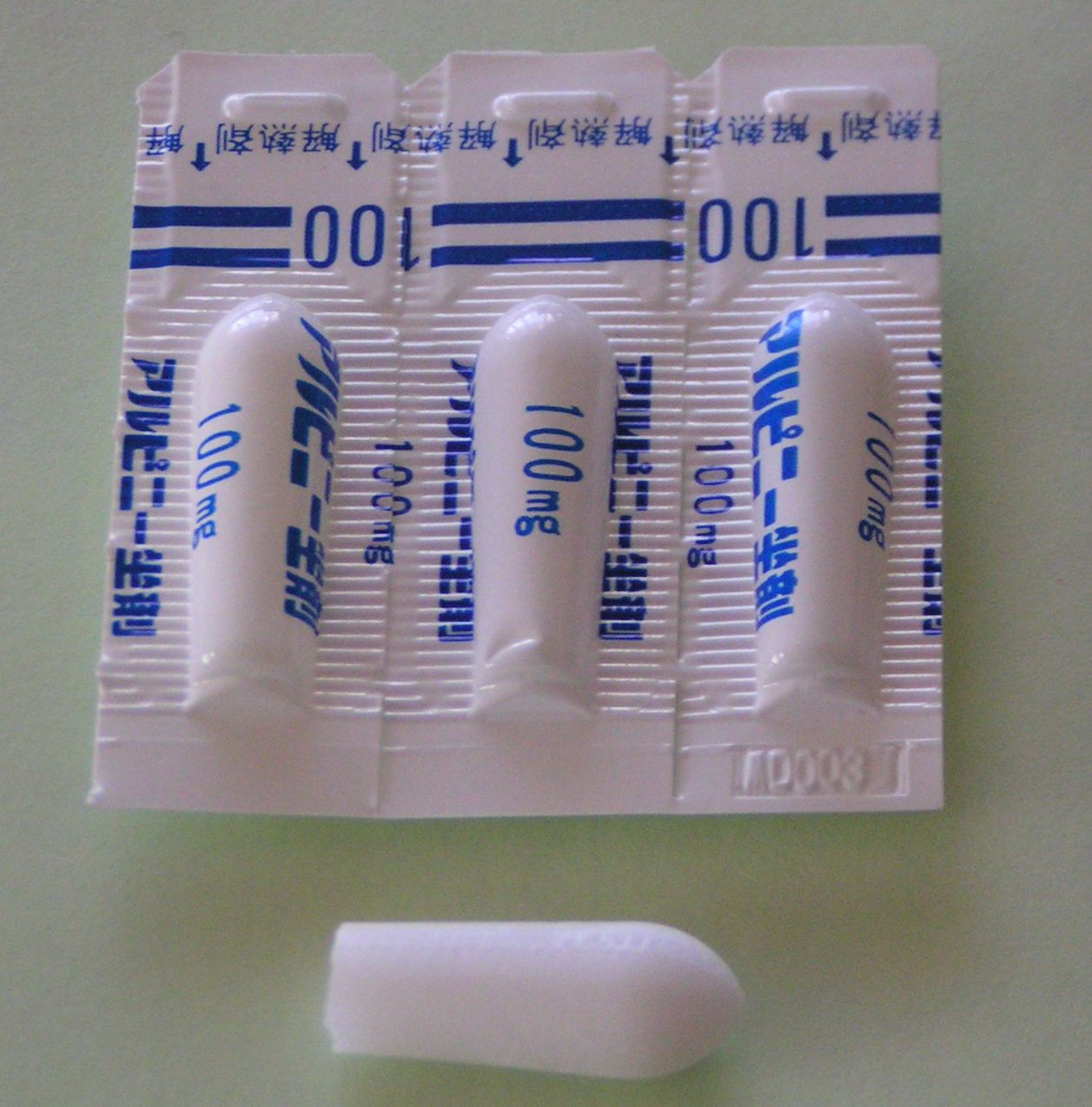
坐剤

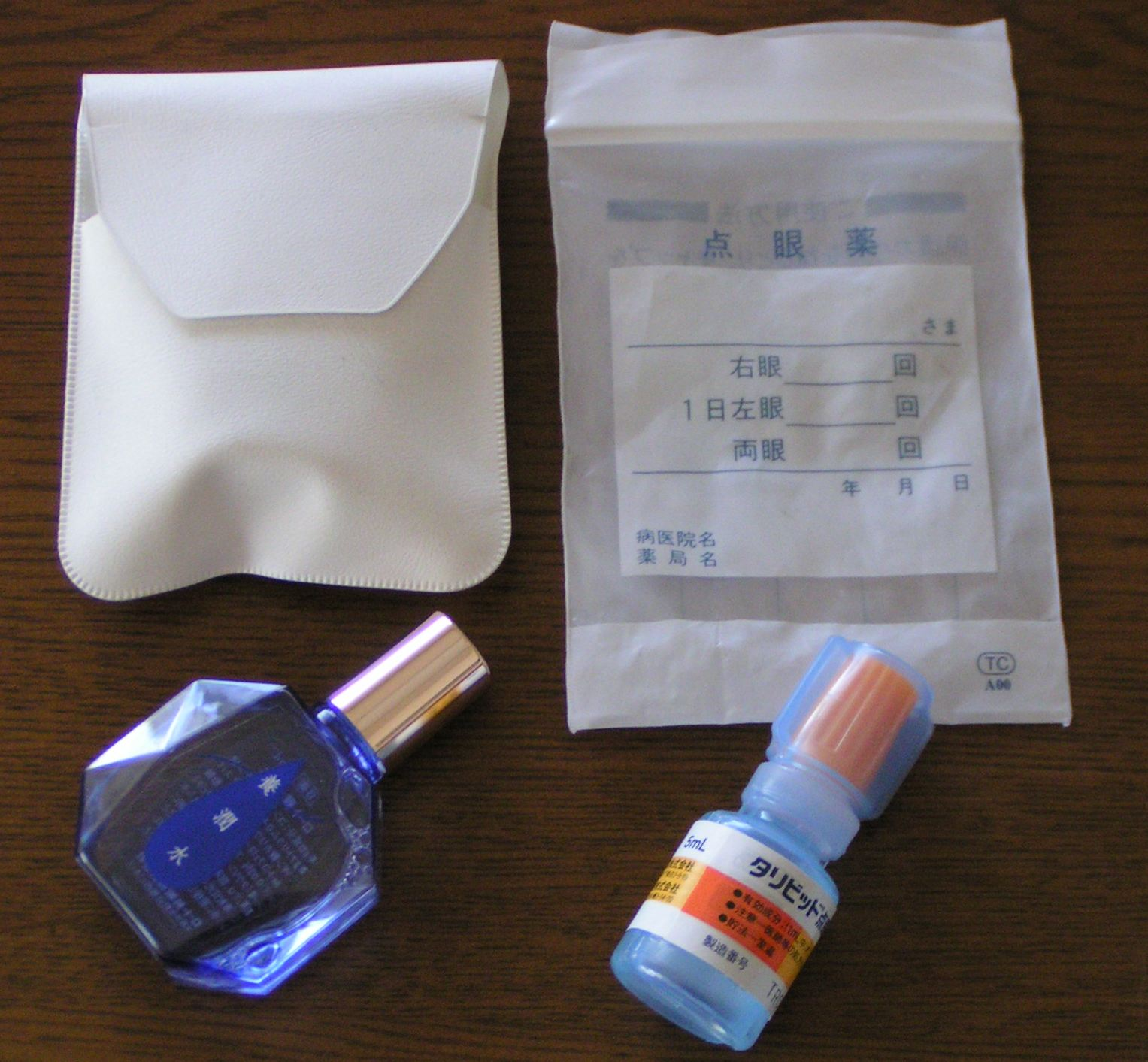
点眼剤

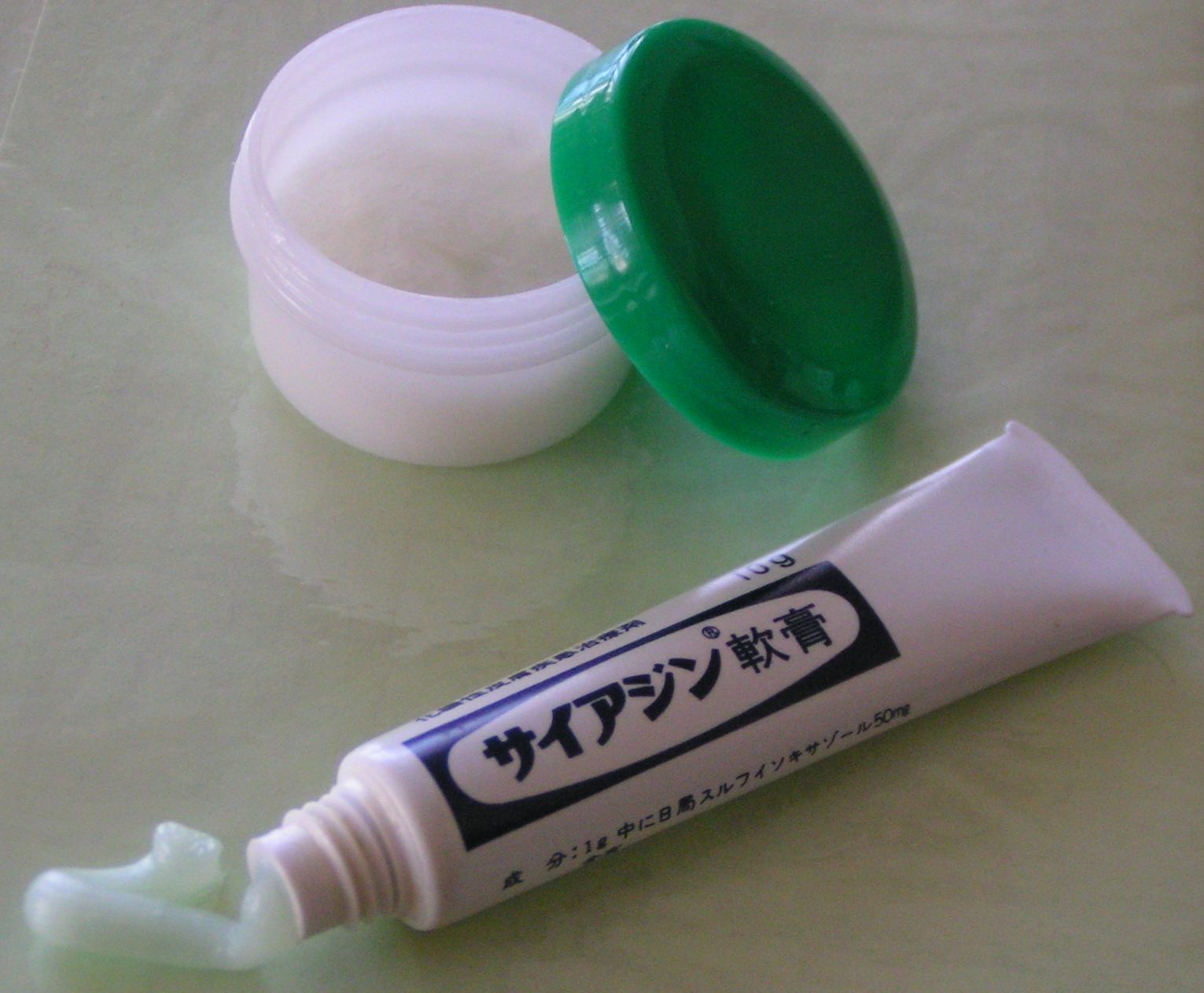
軟膏剤

- エアゾール剤(Aerosols)：スプレー剤
- 液剤(Liquids and Solutions)
- エキス剤(Extracts)：生薬の浸出液を濃縮したもの
- エリキシル剤(Elixirs)：甘味芳香のあるエタノールを含む澄明な内用液剤。
- カプセル剤(Capsules)
- 顆粒剤(Granules)：医薬品を粒状にしたものでおおむね粒径355 - 1,400μmのもの。
- 丸剤(Pills)：医薬品を球状にしたもの。
- 眼軟膏剤(Ophthalmic Ointments)：眼科用の軟膏剤
- 経皮吸収型製剤(Transdermal Systems)
- 懸濁剤・乳剤(Suspensions and Emulsions)：有効成分を懸濁又は乳化させた水剤。懸濁液。
- 坐剤(Suppositories)
- 散剤(Powders)：医薬品を粉末にしたものでおおむね粒径500μm以下のもの。
- 酒精剤(Spirits)：揮発性医薬品をエタノールやエタノールと水の混液で溶かしたもの。
- 錠剤(Tablets)
- シロップ剤(Syrups)：甘味料を含む濃稠な内用液剤又は懸濁剤。
- 浸剤・煎剤(Infusions and Decoctions)：生薬を水で浸出したもの。
- 注射剤(Injections)
- 貼付剤(Plasters and Pressure Sensitive Adhesives)：いわゆる貼り薬。
- チンキ剤(Tinctures)：生薬をエタノール又はエタノールと水で浸出したもの。
- 点眼剤(Ophthalmic Solutions)
- トローチ剤(Troches)：口腔内で徐々に溶かし口腔、咽頭などに適用するもの。
- 軟膏剤(Ointments)
- パップ剤(Cataplasms)：医薬品と精油成分を泥状に製しシップに用いる外用剤。
- 芳香水剤(Aromatic Waters)：精油又は揮発性成分を飽和させた澄明な液剤。
- リニメント剤(Liniments)：液状又は泥状の皮膚にすり込んで使う製剤。
- リモナーデ剤(Lemonades)：甘味と酸味がある澄明な内用液剤。
- 流エキス剤(Fluidextracts)：生薬の浸出液で1mL中に生薬1gの可溶性成分を含むように製した液状の製剤。
- ローション剤(Lotions)：皮膚に塗布する外用液剤。

## 参照項目
- 農薬製剤（英語版）
- 医薬品開発
  - 剤形
  - ドラッグデリバリー
    - 賦形剤 - 不活性な担体
    - 標的化ドラッグデリバリー - 体内のある部分の薬物濃度を他の部分に比べて高くすることで、薬物を患者に送達する方法
    - ナノ粒子ドラッグデリバリー（英語版）- 標的化のためにナノ粒子を用いた工学技術

  - 医薬品設計
  - 創薬
- ガレヌス製剤（英語版）（生薬製剤とも呼ばれる)
- 打錠機（英語版） - 粉薬を押し固め錠剤にする装置。